# Markus Ramers

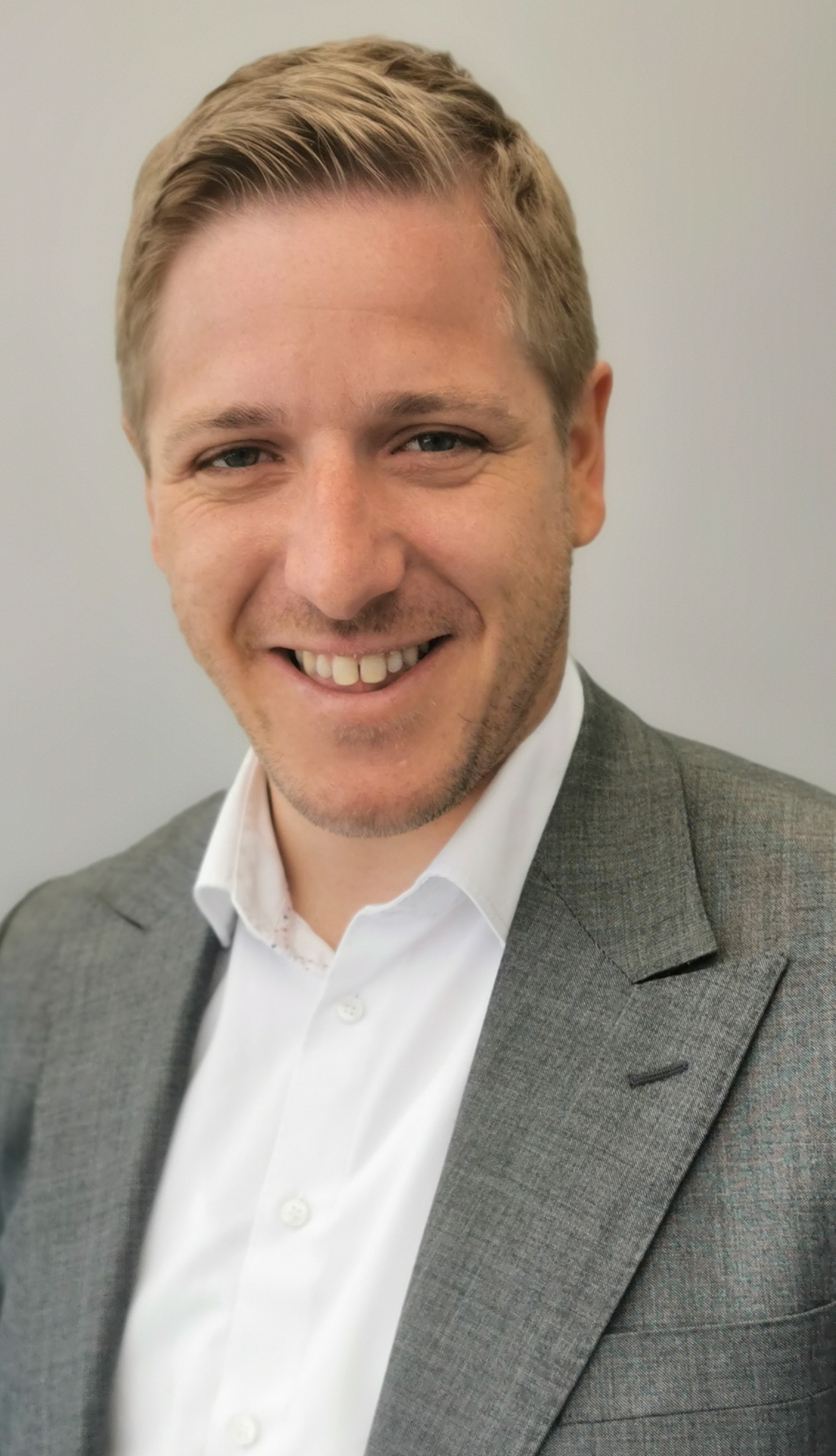
Markus Ramers (2023)

Markus Ramers (* 4. Oktober 1986 in Mechernich) ist ein deutscher Politiker (SPD). Seit 2020 ist er Landrat des Kreises Euskirchen.

## Laufbahn
Nachdem Ramers 2006 die Allgemeine Hochschulreife am Hermann-Josef-Kolleg Steinfeld erreicht hatte, studierte er von 2006 bis 2010 die Fächer Mathematik und Geschichte auf Lehramt (Gymnasium/Gesamtschule). Von 2013 bis 2020 war Markus Ramers als Lehrer am St. Michael-Gymnasium in Bad Münstereifel tätig.
2005 trat Ramers in die SPD ein. Nach eigenen Angaben tat er dies am Abend der Bundestagswahl 2005. Von 2009 bis 2012 war er Vorsitzender der Jusos im Kreis Euskirchen und von 2012 bis 2014 Mitglied im Juso-Landesvorstand Nordrhein-Westfalen. Seit 2013 ist er Vorsitzender des SPD-Kreisverbands Euskirchen.
Ramers ist seit 2009 Mitglied des Euskirchener Kreistags und war von 2011 bis 2020 Mitglied des Gemeinderats von Blankenheim. Seit 2014 war er stellvertretender Landrat des Kreises Euskirchen.
Bei der Landtagswahl in Nordrhein-Westfalen 2017 war er Direktkandidat der SPD im Wahlkreis Euskirchen I. Es entfielen 33,5 % der Erststimmen auf ihn, die aber nicht für ein Landtagsmandat gereicht haben.
Ramers war bei den Kommunalwahlen in Nordrhein-Westfalen 2020 der Kandidat seiner Partei für das Amt des Landrats im Kreis Euskirchen. Im ersten Wahlgang erhielt er 40,1 % und damit die meisten der Stimmen. In der Stichwahl setzte er sich mit 60,38 % der Stimmen gegen Johannes Winckler (CDU) durch und wurde somit Nachfolger von Günter Rosenke.
Im Zusammenhang mit der Flutkatastrophe 2021, bei der große Teile des Kreises Euskirchen betroffen und 26 Menschen im Kreisgebiet ums Leben kamen, gingen bei der Staatsanwaltschaft Bonn etwa 40 Anzeigen gegen Ramers als Landrat des Kreises Euskirchen ein. Die Anzeigen, die gegen den Landrat selbst und weitere Bedienstete des Kreises gerichtet waren, warfen dem Landrat bzw. den Bediensteten des Kreises vor, im Vorfeld der Flutkatastrophe, entgegen der Warnungen des Deutschen Wetterdienstes, die Bevölkerung nicht ausreichend gewarnt zu haben. Am 24. Juni 2025 teilte die Staatsanwaltschaft Bonn mit, dass die Vorermittlungen abgeschlossen seien und die Prüfung ergeben hat, dass es keinen Anfangsverdacht gibt. Somit wurden keine Ermittlungen gegen Markus Ramers als Landrat bzw. weitere Bedienstete des Kreises aufgenommen.
Am 22. Mai 2025 wurde Ramers im Rahmen eines außerordentlichen Parteitags im Kursaal in Gemünd mit 100 % der abgegebenen Stimmen erneut zum Landratskanditaten der SPD im Kreis Euskirchen für die Kommunalwahl 2025 gewählt und ernannt. Zudem tritt er als Direktkandidat in seiner Heimatgemeinde Blankenheim für den Kreistag an.

## Mitgliedschaften
Neben seiner Mitgliedschaft in der SPD ist er darüber hinaus Mitglied des DRK, des AWO und des 1. FC Köln. Darüber hinaus ist er Vorsitzender des Vielfalt Leben im Kreis Euskirchen e.V.

## Privates
Ramers wohnt in Blankenheim-Freilingen und ist dort auch aufgewachsen. Sein Vater ist der Sprachwissenschaftler Dr. Karl Heinz Ramers. Markus Ramers ist römisch-katholisch.
Er ist seit 2013 verheiratet und hat einen Sohn und eine Tochter.
Nach eigenen Angaben spielte er Fußball in der 2. Mannschaft des FC Dollendorf-Ripsdorf. Markus Ramers ist bekennender Fan des 1. FC Köln.

## Trivia
Im Rahmen des Wahlkampfes zur Kommunalwahl in Nordrhein-Westfalen 2025 lief Markus Ramers vom 3. bis zum 9. August rund 200 km durch den Kreis Euskirchen und besuchte im Rahmen dieser mehrtägigen Lauftour alle elf Städte und Gemeinden des Kreises. Die Laufstrecke von 200 km steht hierbei sinnbildlich für die rund 200.000 Menschen, die 2025 im Kreis Euskirchen leben und so läuft Ramers symbolhaft für jeden Menschen einen Meter. Während des mehrtägigen Laufes führte er diverse Gespräche, besuchte unterschiedliche Veranstaltungen und nahm an Aktivitäten im Kreis Euskirchen teil. Begleitet wurde er hierbei von wechselnden Personen. Hierunter befand sich auch der Musiker Stephan Brings.